# Marcel Correia
Marcel Correia (* 16. Mai 1989 in Kaiserslautern) ist ein portugiesischer Fußballspieler, der zuletzt bei der SV Elversberg spielte.

## Jugend
Correia wurde als Sohn portugiesischer Einwanderer in Kaiserslautern geboren, besitzt jedoch nicht die deutsche Staatsbürgerschaft. Er begann seine fußballerische Laufbahn beim 1. FC Kaiserslautern, für den zu dieser Zeit auch sein Vater noch in der dritten Mannschaft aktiv war.

## Karriere
Ab der Saison 2007/08 war Correia fester Bestandteil der Reservemannschaft des FCK. Ab 2009 gehörte er auch zum Kader der Profis, kam aber zu keinem Pflichtspieleinsatz. Zur Saison 2011/12 verließ der Innenverteidiger daher Kaiserslautern ablösefrei und unterschrieb einen bis zum 30. Juni 2013 gültigen Vertrag beim Zweitliga-Aufsteiger Eintracht Braunschweig. Am Ende der Saison 2012/13 stieg er mit Braunschweig in die Bundesliga auf, in der er am 10. August 2013 (1. Spieltag) bei der 0:1-Niederlage im Heimspiel gegen Werder Bremen debütierte. Von 2015 bis 2017 war Correia Kapitän der Eintracht. Sein Vertrag in Braunschweig wurde nach Ende der Saison 2016/17 nicht mehr verlängert. Zur Saison 2017/18 kehrte Correia zurück in seine Heimatstadt Kaiserslautern, wo er beim FCK einen bis 2020 laufenden Vertrag erhielt. Da Kaiserslautern jedoch nach der Saison 2017/18 abgestiegen ist, hat er Ende Juni einen zweijährigen Vertrag beim SSV Jahn Regensburg unterzeichnet, weil sein Vertrag bei Kaiserslautern nicht für die 3. Liga galt.
Im August 2020 wechselte er zum SC Paderborn 07. Nach Auslaufen seines Vertrages im Sommer 2022 unterschrieb er beim Drittliga-Aufsteiger SV Elversberg einen Einjahresvertrag. Am Ende der Saison 2022/2023 stieg er mit seinem Verein in die 2. Bundesliga auf, fiel dort in der anschließenden Spielzeit 2023/24 jedoch fast die komplette Saison verletzt aus. Im Sommer 2024 lief der Vertrag von Correia in Elversberg aus und er verließ den Verein.

## Erfolge
Eintracht Braunschweig
- Aufstieg in die Bundesliga: 2013

SV Elversberg
- Meister der 3. Liga und Aufstieg in die 2. Bundesliga: 2023